# Pelina canadensis
Pelina canadensis är en tvåvingeart som beskrevs av Cresson 1934. Pelina canadensis ingår i släktet Pelina och familjen vattenflugor. Inga underarter finns listade i Catalogue of Life.